# Brasile ai Giochi della XXXIII Olimpiade
Il Brasile ha partecipato ai Giochi della XXXIII Olimpiade che si sono svolti a Parigi dal 26 luglio all'11 agosto 2024, con una delegazione di 284 atleti, incluse le riserve, 127 uomini e 157 donne in 30 sports e in 37 discipline.
I portabandiera alla cerimonia di apertura sono Isaquias Queiroz e Raquel Kochhann.

## Medagliere

### Medaglie
| Medaglia | Nome | Sport            | Evento                         |
| -------- | --- | ---------------- | ------------------------------ |
| Oro      | Beatriz Souza | Judo             | +78 kg femminile               |
| Oro      | Rebeca Andrade | Ginnastica       | Corpo libero femminile         |
| Oro      | Ana Patrícia Ramos Duda Lisboa | Beach volley     | Torneo femminile               |
| Argento  | Willian Lima | Judo             | 66 kg maschile                 |
| Argento  | Caio Bonfim | Atletica leggera | Marcia 20 km maschile          |
| Argento  | Rebeca Andrade | Ginnastica       | Concorso individuale femminile |
| Argento  | Rebeca Andrade | Ginnastica       | Volteggio femminile            |
| Argento  | Tatiana Weston-Webb | Surf             | Shortboard femminile           |
| Argento  | Isaquias Queiroz | Canoa/kayak      | C1 1000 metri maschile         |
| Argento  | Lorena Silva Antônia Silva Tarciane Lima Rafaelle Souza Maria Eduarda Ferreira Sampaio Tamires Dias Kerolin Ferraz Vitória Yaya Adriana Silva Marta Silva Jheniffer Cordinali Tainá Borges Yasmim Ribeiro Ludmila da Silva Thaís Ferreira Gabriela Nunes da Silva Ana Vitória Gabrielle Jordão Portilho Priscila Silva Angelina Constantino Lauren Leal Luciana Dionizio | Calcio           | Torneo femminile               |
| Bronzo   | Larissa Pimenta | Judo             | 52 kg femminile                |
| Bronzo   | Rayssa Leal | Skateboard       | Street femminile               |
| Bronzo   | Rebeca Andrade Jade Barbosa Lorrane Oliveira Flávia Saraiva Júlia Soares | Ginnastica       | Concorso a squadre femminile   |
| Bronzo   | Daniel Cargnin Leonardo Gonçalves Willian Lima Rafael Macedo Guilherme Schimidt Rafael Silva Larissa Pimenta Ketleyn Quadros Rafaela Silva Beatriz Souza | Judo             | Squadre miste                  |
| Bronzo   | Beatriz Ferreira | Pugilato         | Pesi leggeri femminile         |
| Bronzo   | Gabriel Medina | Surf             | Shortboard maschile            |
| Bronzo   | Augusto Akio | Skateboard       | Park maschile                  |
| Bronzo   | Edival Pontes | Taekwondo        | 68 kg maschile                 |
| Bronzo   | Alison dos Santos | Atletica leggera | 400 metri ostacoli maschili    |
| Bronzo   | Nyeme Costa Diana Duarte Mácris Carneiro Thaísa Daher Rosamaria Montibeller Roberta Ratzke Gabriela Guimarães Ana Cristina de Souza Natália de Araújo Ana Carolina da Silva Júlia Bergmann Tainara Santos Lorenne Teixeira | Pallavolo        | Torneo femminile               |

## Delegazione
| Sport              | Uomini | Donne | Totale |
| ------------------ | ------ | ----- | ------ |
| Atletica leggera   | 24     | 19    | 43     |
| Badminton          | 1      | 1     | 2      |
| Beach volley       | 4      | 4     | 8      |
| Calcio             | 0      | 18    | 18     |
| Canoa/kayak        | 5      | 3     | 8      |
| Canottaggio        | 1      | 1     | 2      |
| Ciclismo           | 3      | 3     | 6      |
| Equitazione        | 9      | 0     | 9      |
| Ginnastica         | 3      | 12    | 15     |
| Judo               | 7      | 6     | 13     |
| Lotta              | 0      | 1     | 1      |
| Nuoto              | 11     | 9     | 20     |
| Pallacanestro      | 12     | 0     | 12     |
| Pallamano          | 0      | 17    | 17     |
| Pallavolo          | 13     | 13    | 26     |
| Pentathlon moderno | 0      | 1     | 1      |
| Pugilato           | 5      | 5     | 10     |
| Rugby a 7          | 0      | 12    | 12     |
| Scherma            | 1      | 2     | 3      |
| Skateboard         | 6      | 6     | 12     |
| Sollevamento pesi  | 0      | 2     | 2      |
| Surf               | 3      | 3     | 6      |
| Taekwondo          | 2      | 2     | 4      |
| Tennis             | 2      | 3     | 5      |
| Tennistavolo       | 3      | 3     | 6      |
| Tiro               | 1      | 2     | 3      |
| Tiro con l'arco    | 1      | 1     | 2      |
| Triathlon          | 2      | 2     | 4      |
| Tuffi              | 1      | 1     | 2      |
| Vela               | 7      | 5     | 12     |
| Totale             | 127    | 157   | 284    |